# Маргат

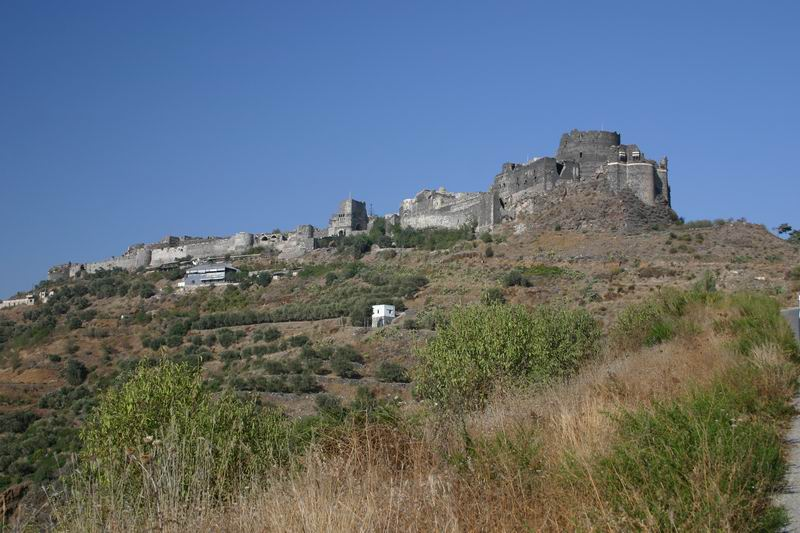
Вид на замок Маргат

Замок Маргат — другий після замку Крак де Шевальє замок, що належав лицарям-госпітальєрам до 1285 року.

## Опис замку

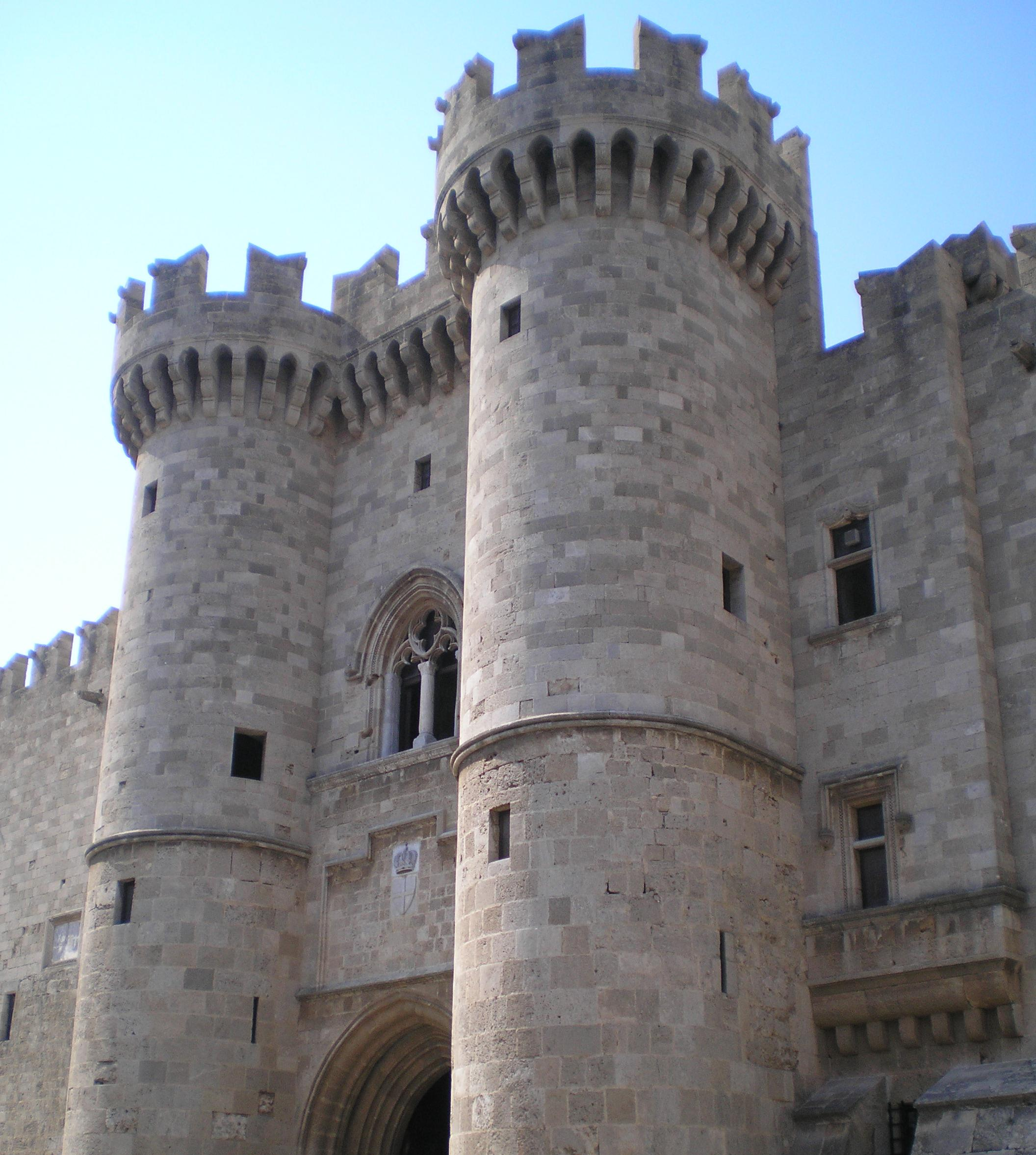
Палац Великого Магістра на о. Родос. Вежа замку Маргат має ту ж форму.

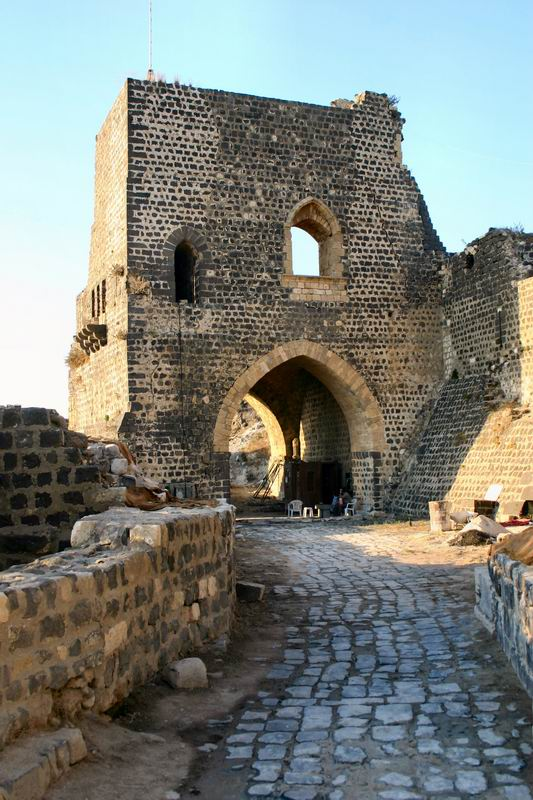
Вхід у фортецю

Замок побудований на пагорбі неподалік від узбережжя Середземного моря в теперішній Сирії і входив до тогочасного графства Антіохійського.
Площа замку — близько шести гектарів. Має трикутну форму і комплекс оборонних, житлових та господарських споруд. Серед завдань лицарів — госпітальєрів — опікуватись паломниками з Західної Європи і надавати поміч хворим і вагітним паломницям, а також захищати шляхи паломництва на підвладній ділянці. Все це виконував і загін замку Маргат.
Серед споруд замку — оборонні вежі і мури в два ряди, замкова каплиця, шпиталь, кухні, арсенал, кузня, стайні, комори з одягом і харчами, загальні дортуари (спальні), загальна трапезна. Як і замок Крак де Шевальє, госпітальєри перебудовували фортецю Маргат з часом. На відміну від  замку Крак де Шевальє, зміцнену фортецю Маргат не наважився брати штурмом навіть сам Саладин.
Під тиском мусульман госпітальєри здали замок 1285 року мамлюкам (мусульманам, що походили від полонених і рабів) в обмін на вільний вихід в порт, аби дістатись до Кіпру. Споруди замку використовували сирійці майже до 1959 року. Потім руїни покинули. На початку XXI століття сюди запросили археологів, будівельників і реставраторів з Західної Європи, аби зберегти рештки замку Маргат, що став спільним культурним надбанням сирійців і європейців.

## Замкова каплиця
Серед добре збережених споруд — замкова каплиця. За уставом госпітальєрів — ті приходили на спільну молитву в точно визначений час. Каплиця вибудована в готичному стилі. Під час реставрації фахівці зняли пізній шар тиньку біля вівтаря і знайшли залишки фресок, виконаних західноєвропейським художником. Здивування викликав сюжет: поряд з вівтарем (а не західній стіні) художник розмістив сцени пекла. На збережених частинах потьмянілих фресок можна роздивитись гілки сухого дерева з повішеними грішниками. Кожного з них катують по його земним справам. Серед грішників — особа, очі якої виїдають змії — тогочасна алегорія покарання жадоби.

## Вимоги до госпітальєрів
Госпітальєри — це воїни, що жили за чернечим уставом. Звідси спільні молитви, спільні трапези, спільні спальні. Вони (як ченці) надавали притулок паломникам, готували для них їжу і навіть простий одяг. В замку створили шпиталь, де хворих оглядали лікарі, що зналися на дослідженнях ран, сечі, пологах. Для паломниць-породіль відводили окремі ліжка, а для дітей, народжених під час паломництва — ліжка або колиски.

## Устрій, устав і ставлення до вина і м'яса

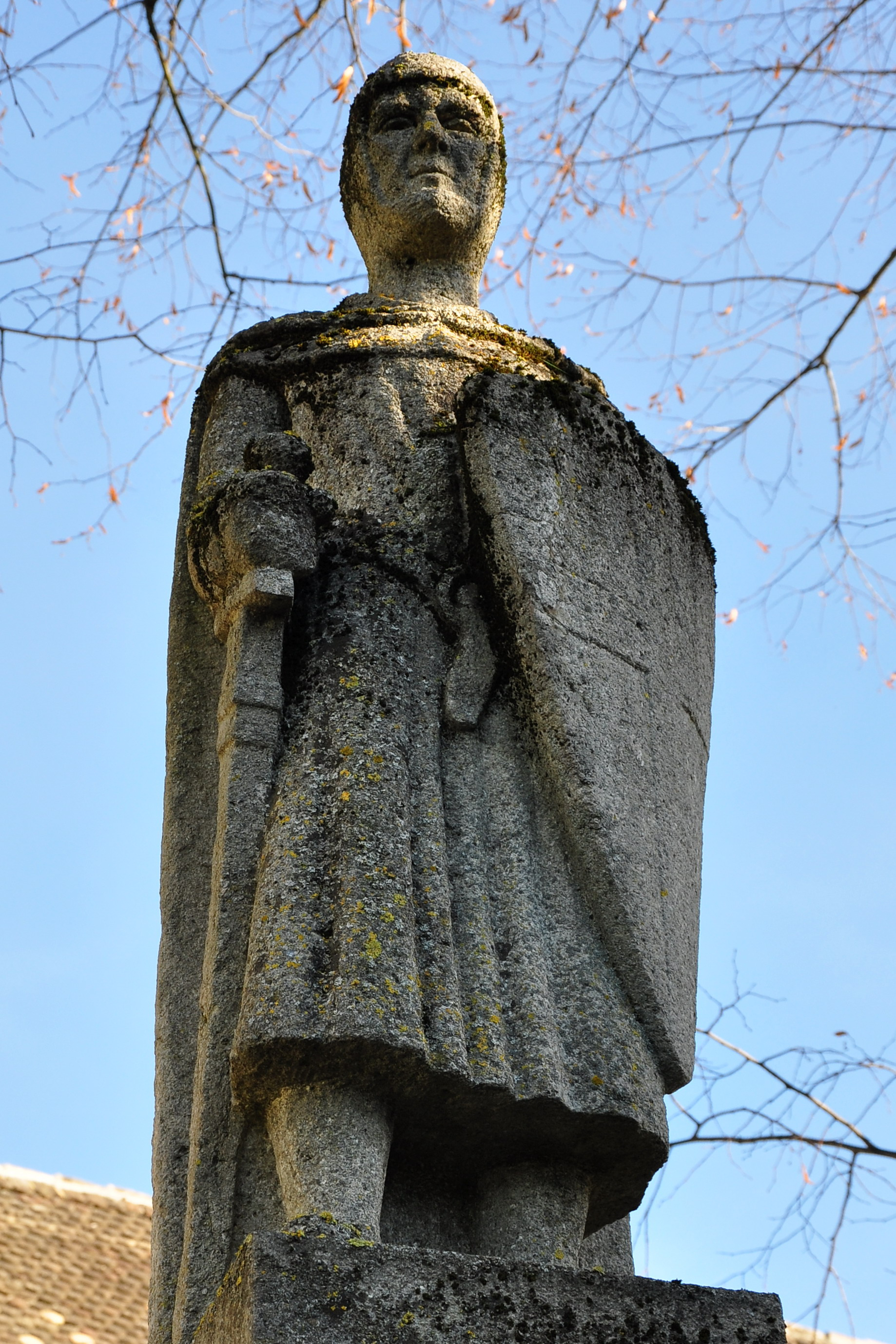
Монумент лицарю-госпітальєру в Німеччині.

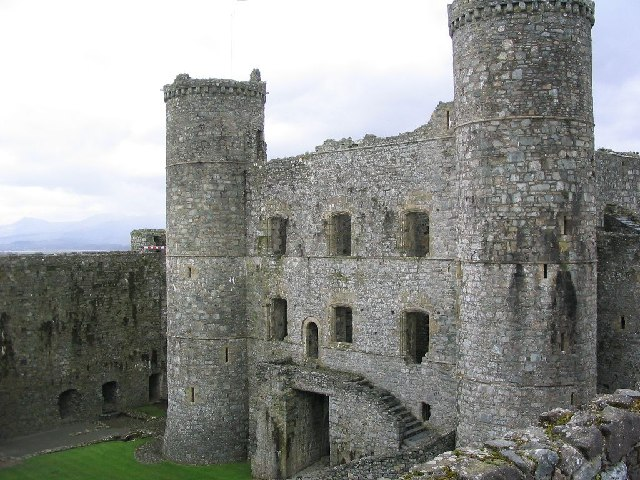
Замок Харлек в Уельсі, який вибудував король Едуард I Довгоногий.

Загальні трапези були для госпітальєрів традицією і сталим законом. М'ясні страви не заборонялись. Більшу увагу приділяли тому, щоб їжа була для всіх однаковою. В льохах під залою їдальні археологи знайшли піфоси (уламки) для зберігання оливкової олії і вина.  Слабкоалкогольне вино не заборонялося, таким вином радили запивати м'ясні та інші страви. Глеки з вином піднімали в їдальню через отвір у підлозі прямо з підвалу (отвір у підлозі над підвалом знайшли археологи). У статуті знайшли рядки: «Всі брати, включаючи бейліфів та інших, повинні збиратись на загальним столом. Жоден зі здорових братів, хоч бейліф, хоч хто інший, не має права приймати їжу у власних покоях без відповідного дозволу на те. Їжа в закладі має бути загальною для усіх, як і напої. Ні бейліф, ні хто інший не повинен мати їжу кращу за ту, ніж у інших, хто сидить за загальним столом ні до, ні опісля, якщо її не буде для всього товариства.»
Але ранги були.
- Лицарями ставали особи шляхетного походження (перший ранг).
- Молодша дружина — другий ранг.
- Туркополи (місцеві християни чи мусульмани — найманці) — третій ранг. У війську госпітальєрів — це легка кавалерія і загін розвідки. Це збільшувало кількість вояків-госпітальєрів і робили їх більш чисельними і боєздатними. Показова бідність госпітальєрів не заважала їм бути одними з найбільших феодальних власників в Західній Європі. Госпітальєрам належали землі, фортеці, острови в Середземному морі, човни, значні грошові кошти. Вояки в гарнізонах постійно тренувалися до боїв, а їх обладунки були одними з найкращих на той час.

Податки виплачували і місцеві мешканці чотирьох християнських князівств Святої землі. Серед них — і сектанти мусульмани-асасіни, які сплачували податки госпітальєрам замку Маргат. Формально асасіни мали власну автономію і володіли навіть дванадцятьма власними замками, менш досконалими за замки Маргат чи Крак де Шевальє. Не дивно, що ці замки справили велике враження на короля Англії  Едуарда I Довгоногого .

## Зображення

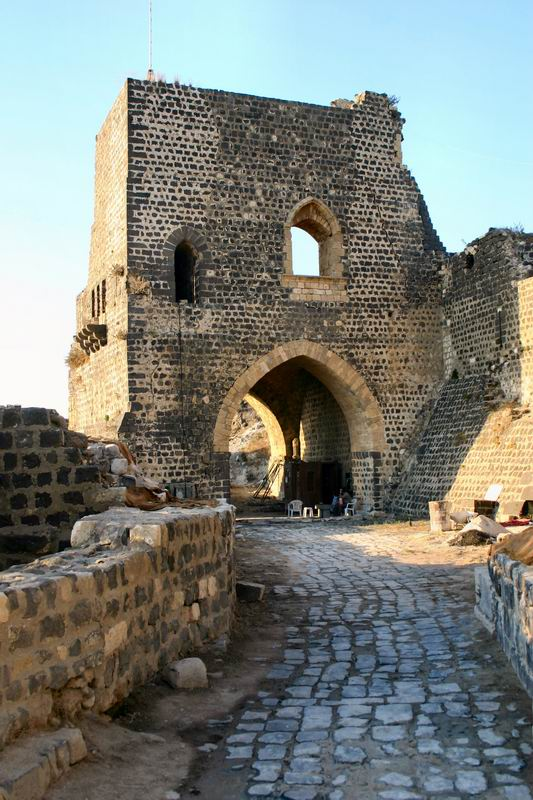
Вхід у фортецю
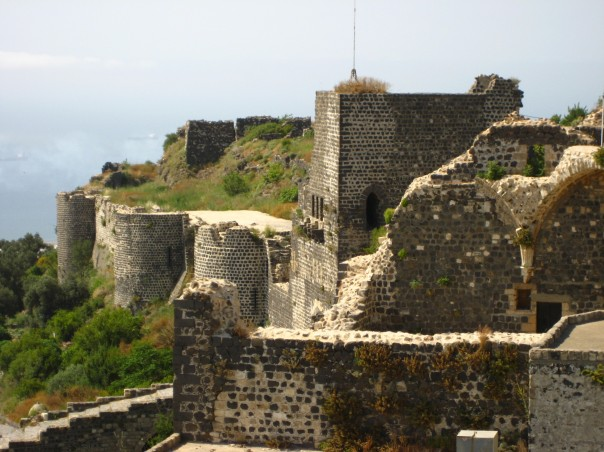
Цитадель
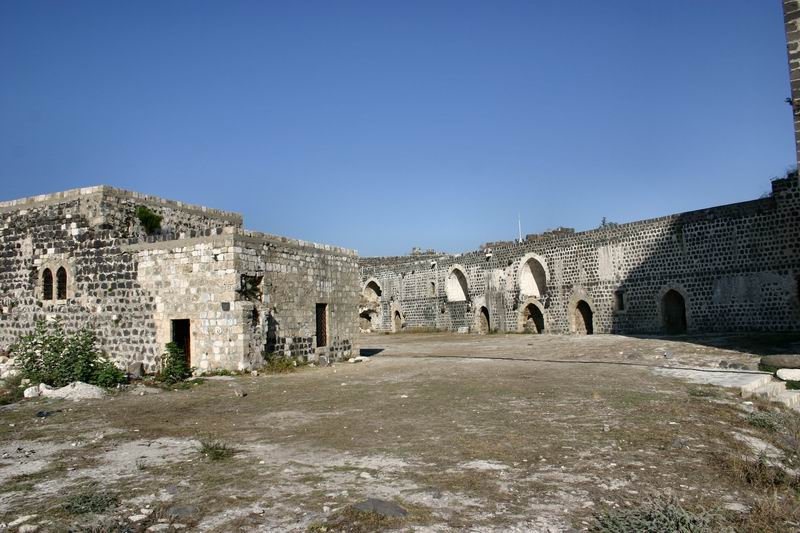
Двір замку
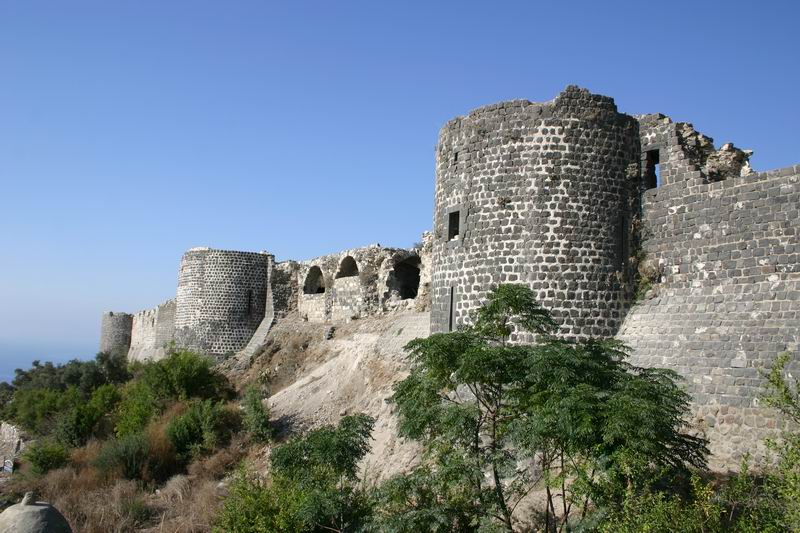
Залишки вежі